# Liste d'ensembles de musique médiévale
La liste des ensembles de musique médiévale regroupe des formations de musique ancienne vocale, instrumentale ou mixte, spécialisés dans le répertoire de la musique médiévale profane ou religieuse.

## Allemagne
- Amarcord, fondé en 1992.
- Ensemble Santenay, fondé en 2004.
- Ensemble Sequentia, fondé en 1977
- Estampie, fondé en 1985.
- Studio der frühen Musik, fondé en 1960 et dissous en 1977[1].

## Autriche
- Clemencic Consort (Vienne)[2], fondé en 1969 par René Clemencic.

## Belgique
- Capilla Flamenca, fondé en 1990.
- Graindelavoix, fondé en 1999.
- Huelgas Ensemble, fondé en 1971.

## Espagne
- Accademia del Piacere
- Al Ayre Español, fondé en 1988.
- Armoniosi Concerti (es)
- Ars Musicae de Barcelona (en)
- Atrium Musicae de Madrid, fondé en 1964.
- Capella de Ministrers, fondé en 1987.
- La Capella Reial de Catalunya, fondé en 1987.
- Capilla Peñaflorida (en)
- Cinco Siglos, fondé en 1990.
- Ensemble La Danserye (es)
- La Grande Chapelle (en)
- Hespèrion XXI, fondé en 1974[3].

## États-Unis
- Anonymous 4, fondé en 1986.
- Asteria, fondé en 2003.
- Boston Camerata, fondé en 1954[4].

## Estonie
- Hortus Musicus, fondé en 1972[1].

## France
- Alla francesca, fondé en 1989.
- Ars Antiqua de Paris, fondé en 1965[5].
- Cum Jubilo, fondé en 2003.
- Diabolus in musica, fondé à la fin des années 1980.
- Discantus, fondé au début des années 1990
- Ensemble Obsidienne, fondé en 1993.
- Ensemble Gilles Binchois[6], fondé en 1979.
- Ensemble Syntagma, fondé en 1996.
- Ensemble Venance Fortunat, fondé en 1975.
- La Camera delle Lacrime  , fondé en 2005.
- La Maurache
- Les Ménestriers, fondé en 1969.
- Ensemble Organum, fondé en 1982[7].
- Troubadours Art Ensemble, formé autour de Gérard Zuchetto à partir de 1985.

## Italie
- Modo Antiquo, fondé en 1984.
- Cantica Symphonia, fondé en 1995.
- Odhecaton, fondé en 1998.
- Mala Punica, fondé en 1987.
- Ensemble Micrologus, fondé en 1984.
- La Reverdie, fondé en 1986.
- Tetraktys, fondé en 2000.

## Pays-Bas
- Aventure, fondé en 1992.
- Camerata Trajectina, fondé en 1974.
- Egidius Kwartet, fondé en 1995.
- Fala Música, fondé en 1995.
- Fortuna, fondé vers 2001.
- Studio Laren, fondé vers 1964, dissous en 1999.

## Royaume-Uni
- Early Music Consort of London, fondé en 1967, dissous en 1976.
- Musica Reservata, fondé dans les années 1950.
- Orlando Consort, fondé en 1988.
- The Hilliard Ensemble[8], fondé en 1973.

## Suisse
- Ferrara Ensemble, fondé en 1983.

## Suède
- Vox Vulgaris